# Marian Hill
Marian Hill es un dúo de compositores estadounidenses de Filadelfia que son dos miembros de producción,
Lanzaron su primer EP, Play, en el año 2013, con la colaboración del músico jazz de Steve Davit. Dos años más tarde, lanzaron otro EP titulado Sway.

## Vídeos musicales
- (2015) One Time
- (2016) I Want You
- (2016) Deep
- (2016) I Know Why
- (2016) Mistaken (con Steve Davit)
- (2016) Back to Me (con Lauren Jauregui)
- (2017) Down
- (2018) Subtle Thing
- (2018) Differently

## Historia
Ya que se conocieron en una escuela llamado Haverford High School, Jeremy Lloyd estudió en un teatro musical en la Universidad de Yale, Samantha Gongol estudió en el negocio de la música en la universidad de Nueva York, el antiguo miembro del grupo "Steve Davit" el estudió en la industria de la música en una Universidad de Drexel en Detroit. Whisky la primera canción escrita por los dos juntos, describía a una mujer en su propia sexualidad.  Hicieron crear canciones como "Lips", y la colaboración con Inna crearon "Got it" luego hicieron varios canciones.

## Publicidad
El 14 de enero del 2017, la empresa Apple hizo un comercial sobre iPhone 7 con AirPods, el comercial presenta a un hombre bailando por el aire con la canción del tema "Down" de Marian Hill.

## Discográfia

### Álbumes
- Play (2016)
- Act One (2016)

### EP
- Play (2013)
- Sway (2015)

| Título                             | año  | Posiciones | Posiciones | Posiciones | Posiciones | Posiciones | Posiciones | Calificación    | Álbum                        |
| Título                             | año  | EU         | US Alt.    | AUS        | CAN        | FRA        | ESP        | Calificación    | Álbum                        |
| ---------------------------------- | ---- | ---------- | ---------- | ---------- | ---------- | ---------- | ---------- | --------------- | ---------------------------- |
| "One Time"                         | 2015 | —          | 38         | —          | —          | —          | —          |                 | Sway                         |
| "Down"                             | 2016 | 21         | 16         | 56         | 42         | 14         | —          | - RIAA: Platino | Act One                      |
| "I Want You"                       | 2016 | —          | —          | —          | —          | —          | —          |                 | Act One                      |
| "I Know Why"                       | 2016 | —          | —          | —          | —          | —          | —          |                 | Act One                      |
| "Mistaken"                         | 2016 | —          | —          | —          | —          | —          | —          |                 | Act One                      |
| "Back to Me" (con Lauren Jauregui) | 2016 | —          | —          | —          | —          | 195        | 14         |                 | Act One (Colección completa) |

## Video musicales reproducido en YouTube
El dúo de compositores en el canal de YouTube de Vevo, se subieron estos videos musicales.

### Differently
Subido el 4 de abril de 2018 actualmente va aumentando visualizaciones.

### Down
En marzo del 2016 se subió la canción con sus letras.
El vídeo oficial se subió a YouTube el 14 de marzo de 2017, contando con más de 40 millones de reproducciones.

### One Time
El vídeo oficial se subió a YouTube el 2015, que superó los 11 millones de reproducciones.